# یوتی‌سی ۵:۴۰+
زمان‌بندی گرینویچ به علاوه ۵:۴۰ (به انگلیسی: UTC+5:40) برای اندازه گیری زمان کاربرد داشت. گرینویچ+۵:۴۰ گاهی به عنوان زمان تقریبی نپال مورد استفاده قرار می‌گرفت، که تا ۱۹۸۶ زمان متوسط کاتماندو بر مبنای آن بود.

## منبع
مشارکت‌کنندگان ویکی‌پدیا. «UTC+05:40». در دانشنامهٔ ویکی‌پدیای انگلیسی، بازبینی‌شده در ۳ فروردین ۱۳۹۰.